# Водневий двигун
Ця стаття розповідає про технологію, та застосування водневого двигуна, для інформації про автомобілі дивіться статтю водневе авто.
Водне́вий двигун  — різновид двигуна, де використовується для отримання енергії водень як пальне. Двигун складається з двох основних частин — це паливний елемент, як первинний генератор енергії та електродвигун, який її використовує для зміни її типу.
Автомобілі на водневому паливі умовно можна розділити на три класи.
- Перший — це машини зі звичайним двигуном внутрішнього згоряння, який працює на водні або водневій суміші. Такі моделі можуть працювати на чистому водні або 5—10 % водню додають до основного палива. В обох випадках ККД двигуна збільшується (у другому випадку приблизно на 20 %) і вихлоп стає набагато чистішим (вміст чадного газу (CO) і вуглеводнів (CnHm) зменшується в півтора рази, оксидів нітрогену (NnOm) — до п'яти разів). Такі двигуни й автомобілі були сконструйовані й пройшли всі випробування у нас і за кордоном приблизно ще у 1970—1980-х роках. Однак, з огляду на витрати і складності конструкторського плану, цей тип може розглядатися тільки проміжним, перехідним етапом на шляху до третього типу.
- Другий — це машини з двома електроносіями, так звані гібридні, їх колеса рухає електропривод, енергію якому постачає акумулятор, що у свою чергу заряджається від високо-економічного двигуна внутрішнього згоряння, що працює на водні або суміші водню з бензином. Це дуже вигідно, адже ККД електродвигуна сягає 90—95 % на відміну від бензинового (35 %) або дизельного (50 %). Таким чином, загальний ККД підвищується до 30 %, відповідно знижується витрата палива. Навіть якщо для підзарядки акумулятора використовується бензин, об'єм шкідливих викидів дозволить вкластися в норми «Євро-4» із десятикратним запасом. Але другий тип не можна розглядати завжди як 100 відсотково водневим. Різновид такого автомобіля представив Mercedes-Benz, назвавши його Mercedes-Benz GLC F-CELL[1].
- Третій — справжній водневий автомобіль — це машина з електродвигуном, який працює від паливного елемента, що знаходиться в автомобілі. Теоретично ККД паливного елемента, що працює на суміші водень—повітря, може перевищувати 85 %. Зараз вже вдалося одержати двигуни з ККД близько 75 % — це більш ніж удвічі вище відповідного покажчика найкращих двигунів внутрішнього згоряння. В умовах міста такі машини одержать п'яти-шестиразову перевагу над звичайними автомобілями.

## Паливний елемент
Паливний елемент, що працює на водні, — по суті і є водневим двигуном. Паливний елемент (інакше — електрохімічний генератор) — це пристрій для перетворення хімічної енергії на електричну. Те ж відбувається й у звичайних електричних акумуляторах, але в паливних елементах є дві важливі відмінності: по-перше, вони працюють доти, поки надходить паливо; по-друге, паливний елемент не потрібно перезаряджати.
Паливний елемент складається з багатьох десятків комірок, кожна приблизно в сантиметр завтовшки. Кожна комірка складається з двох електродів, розділених електролітом. На один електрод (анод) підводиться паливо (водень), на інший (катод) — окисник (кисень повітря). Водень тут не згоряє, хімічна реакція окиснення відбувається при низькій температурі в присутності каталізатора. Мета роботи пристрою, використовуючи цю реакцію, розділити позитивний і негативний заряди в просторі й створити між ними напругу. Тому електроліт, який заповнює простір між електродами, повинен мати здатність пропускати крізь себе протони (тобто йони водню) і не пропускати електрони. На аноді водень розпадається на електрони і протони, далі протони проходять крізь шар електроліту, досягають катода і, з'єднуючись із киснем, утворюють воду. Однак у питаннях отримання якісного й недорогого електроліту наука поки що зазнає величезних труднощів. Полімерний електроліт американської фірми «Дюпон» коштує близько 700 євро за м², а на батарею для середнього автомобіля потрібно десятки квадратних метрів такого матеріалу. Зрозуміло, що при такій вартості електроліту неможливо налагодити серійний випуск водневих автомобілів. Ученими всього світу ведуться інтенсивні дослідження з метою здешевлення цього матеріалу й використання його при більш високих температурах (150—200°С).
Загалом, паливний елемент на водні цілком готовий до застосування. Бракує дрібниці: зробити його компактнішим і дешевшим.

## Паливний бак
Проблема полягає в тому, що потрібен якийсь аналог паливного бака, але ж водень у паливний бак не наллєш. Це на сьогодні складає найбільші технічні труднощі.
Учені розглядають досить багато варіантів. Наприклад, можна зберігати водень в акумуляторах на основі гідридів інтерметалічних сплавів (ТіУаРе, СиМі та ін.), із яких за потребою поступово вивільняється чиста речовина. Але за цим варіантом маса водню в загальній кількості речовини (так зване аспектне число) становить всього 5 %, до того ж виникає проблема зі швидкістю вивільнення водню. Можна зберігати водень у рідкому вигляді. Але, по-перше, це вимагає охолодження до температур, близьких до абсолютного нуля (відповідно, зростає вартість водню), а по-друге, заправлений у такий спосіб автомобіль повинен буде витрачати своє паливо якомога швидше. Дуже перспективний напрямок — зберігання водню в наноструктурах (вуглецевих нанотрубках), однак ці дослідження знаходяться поки що на початкових стадіях.
Найперспективнішим учені вважають збереження водню в балонах високого тиску — більше 350 атм. (аспектне число до 18 % при тиску вище 500 атм.) або отримання його прямо на борті з іншого палива (метанолу чи рідких вуглеводнів: бензину, дизельного палива та ін.), у спеціальних каталітичних реакторах (аспектне число близько 10 %). Такі системи розроблені й російськими вченими і за розумних габаритів забезпечують запас водню для пробігу в кілька сотень кілометрів.
Конструктори стикаються також і з іншими проблемами. Так, машина (насамперед кабіна) повинна мати систему водневої безпеки.

## Виробництво водневого пального
Сучасні технології виробництва водню далекі від досконалості. Попри це, гіганти хімічної промисловості й сьогодні вже одержують по 500 млрд м³ водню на рік. Половина виробленої кількості йде на амонійні добрива, решта — на виробництво сталі, скла, маргарину та ін. В основному водень одержують за допомогою парового реформінгу природного газу: метан при високих температурах (900°С) у присутності нікелевого каталізатора реагує з парою. Поки що такий водень найдешевший.
Є й інші технології отримання водню, наприклад електроліз, крекінг або переробка біомаси (деревини, соломи). Кожен із цих варіантів має свої недоліки. Наприклад, переробка біомаси: Її нагрівають на 500—600°С, після чого виходять спирти (етанол, метанол), які, у свою чергу, перетворюються на водень. Можна нагріти біомасу до більш високих температур (1000°С), тоді вона повністю перетвориться на газ і вийде суміш Н2 і СО. Проблема в тому, що сировини для такого процесу знадобиться дуже й дуже багато. Якщо, наприклад, усю родючу територію Франції пустити на вирощування біомаси, то водню, отриманого з неї, не вистачить навіть на те, щоб покрити потреби цієї країни в паливі навіть для нині існуючих автомобілів.
Здавалося б, найпростіший спосіб отримання водню — електроліз (електричне розщеплення води). Результат — водень і кисень. Але загалом ефективність цього процесу не дуже висока: треба витратити 4 кВт електроенергії, щоб одержати 1 м³ водню, який, згоряючи, дасть лише 1,8 кВт енергії. Проте електроліз води досить перспективний і йому, напевно, знайдуть застосування, тим більше, що існують виходи з «енергетичної проблеми». По-перше, можна використовувати енергію атомної електростанції у години слабкого навантаження (коли вироблена там енергія виявляється незатребуваною) або, зрештою, поновлювані джерела енергії (сонячні батареї, енергію вітру, припливу й ін.). По-друге, ця технологія активно розвивається: електроліз для більшої ефективності можна проводити під підвищеним тиском або температурою, що намагаються зробити вчені.
Зараз біологи активно розробляють ще один напрямок. Деякі бактерії й водорості в процесі фотосинтезу розкладають воду і виділяють водень. Проблема в тому, що вони роблять це тільки за відсутності кисню, отже, процес триває протягом дуже короткого часу, тому що при розкладанні води, природно, утворюється і кисень. Завдання вчених — за допомогою генної інженерії продовжити цей період, тоді сонячні райони нашої планети були б забезпечені воднем.
Напрям вироблення та споживання енергії людиною, який базується на використанні водню як засобу для акумулювання, транспортування та вживання енергії населенням називається воднева енергетика.
Тривають пошуки нових способів одержання водневого палива, зокрема, з відходів

## Демонстраційні водневі проекти

### США

#### Автомобілі на паливних елементах, (2003)
Під час Вашингтонської зустрічі в грудні 2003 року, на якій після дев'яти місяців переговорів найвищого рівня представники 15 країн світу та Європейського Союзу підписали історичну угоду про кооперацію. Шість основних автомобільних компаній світу — Форд, Дженерал Моторс, Хундаї, Хонда та Ніссан продемонстрували свої автомобілі на паливних комірках. В дії водневі автомобілі були показані на паркувальному майданчику Вашингтонського аеропорту ім. Дж. Кеннеді для того, щоб довести учасникам зустрічі реальність ідеї водневої енергетики.
Найцікавішим був автомобіль Тойота Пріус 2002 року, в якому звичайний двигун був замінений на водневий. Цей автомобіль з металевим накопичувачем водню, може рухатися без дозаправляння 150 км й витрачає 1 кг водню на 44 км. Він також повністю відповідає вимогам адміністрації з контролю за шкідливими викидами штату Каліфорнія, де стандарти є найсуворішими із усіх штатів США.
Слід зазначити, що згідно з вищезгаданою угодою, на першому етапі розглядається 10-річний період, тоді як розробку подальших угод і координацію дій після закінчення першого етапу покладено на постійно діючий Організаційний Комітет. Передбачається, що розробки вимагатимуть колосальних інвестицій, тому необхідним є створення відповідної регуляторної бази і податкового клімату.

#### Водневий демо-проект компанії Форд

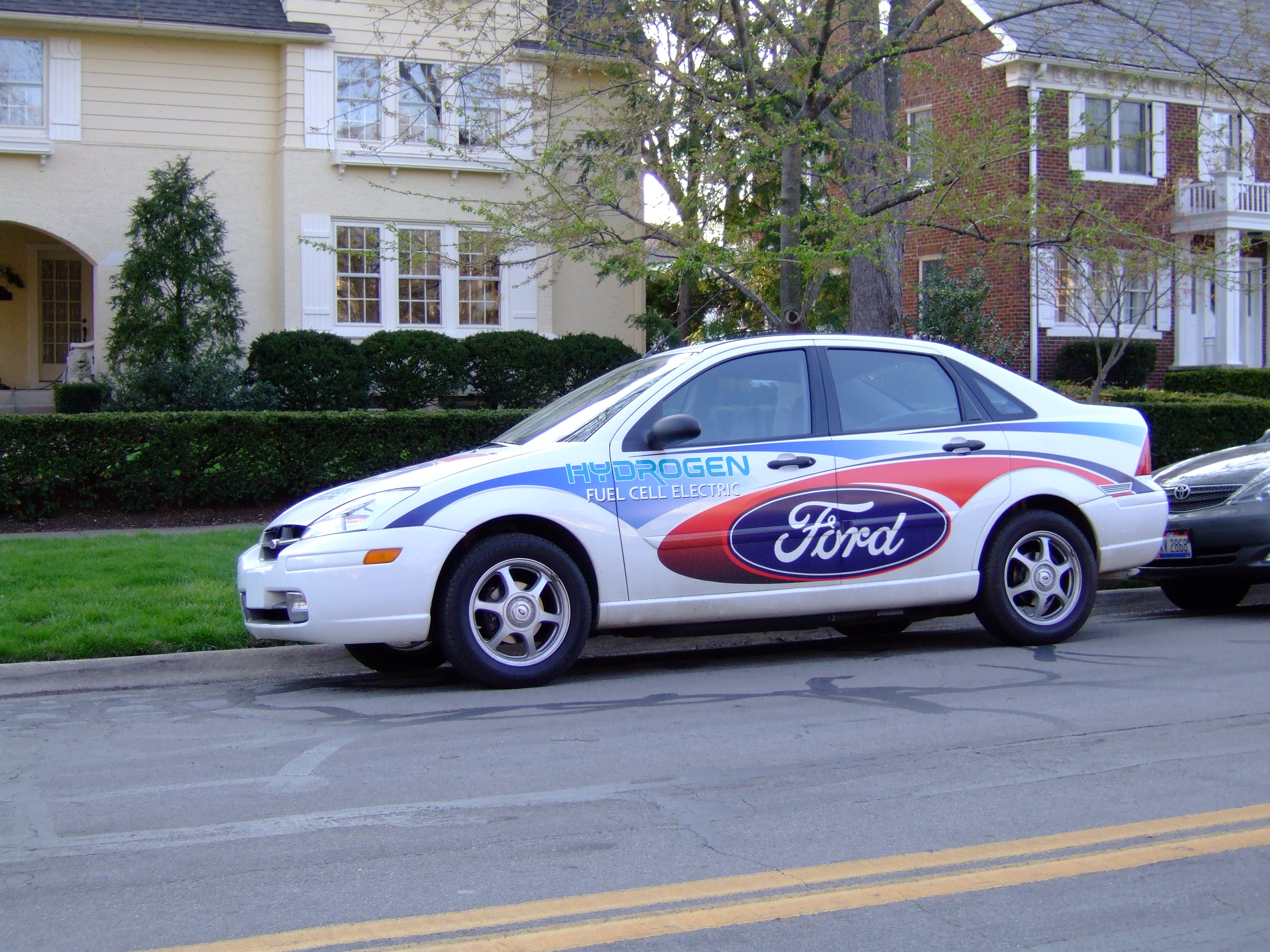
Авто на водні Ford Focus

У травні 2005 року компанії Ford Motor Company і BP America провели демонстрацію своїх водневих автомобілів і водневої заправної станції в Орландо, штат Флорида.
В межах спеціалізованого урядового проекту Форд передав адміністрації штату Флорида п'ять автомобілів Ford Focus Fuel Cell Vehicles.
Ці водневі автомобілі будуть слугувати парковим охоронцям в їх щоденних рейдах по парку Wekiwa Springs State Park, який відвідують близько 185,000 людей щорічно. Один з цих автомобілів буде використовуватись також радником адміністрації з питань енергозбереження в службових подорожах.

#### Пропаганда водневої економіки в школах
North Port — перша в США школа, де вивчатимуться питання, пов'язані з водневими технологіями і науковими аспектами цих технологій. Уряд забезпечив її повним набором лабораторного обладнання і програм навчання. Школу буде забезпечено діючою моделлю водневої паливної комірки. Модель вироблятиме 5 кВт енергії, що достатньо для одного класу. Вода, що є продуктом роботи комірки, використовуватиметься для догляду за газонами, а тепло — для підігріву води у шкільній кухні.

#### Перша заправна воднева станція уВашингтоні, (2004)
10 листопада 2004 року було відкрито першу заправочну водневу станцію в столиці США, Вашингтоні. Проект був фінансований спільно компаніями Shell та General Motors.
Заправна станція, вперше в Північній Америці обладнана як для заправки бензином так і воднем, є практичним вкладом в вирішення питання зменшення залежності США від закордонних енергетичних ресурсів шляхом розвитку нових інноваційних технологій, таких як водневі паливні комірки.
Ця заправна станція компанії Shell є центральною частиною спільного з General Motors і Міністерством енергетики США демонстраційного проекту. Вона буде використовуватися для заправки автомобілів General Motors, і є першою з тих, що увійдуть у «Водневий коридор» від Вашингтону до Нью-Йорку.

### Європейський демонстраційний проект
Проект було успішно виконано влітку 2004 року, коли автомобіль на водневому двигуні подолав відстань в 10 000 км від Хаммерфеста, Норвегія, найпівнічнішого міста Європи, до Лісабона, найзахіднішого міста континенту.
Цей символічний марафон через весь континент мав дві основні цілі: показати надійність і ресурс працездатності двигуна на паливній комірці а також продемонструвати глядачам, яких було багато під час зупинок у великих містах, і представникам державних установ, потенціал водневої економіки.[недоступне посилання з червня 2019].

### Перший пасажирський автобус на водні уЛондоні, (2003)

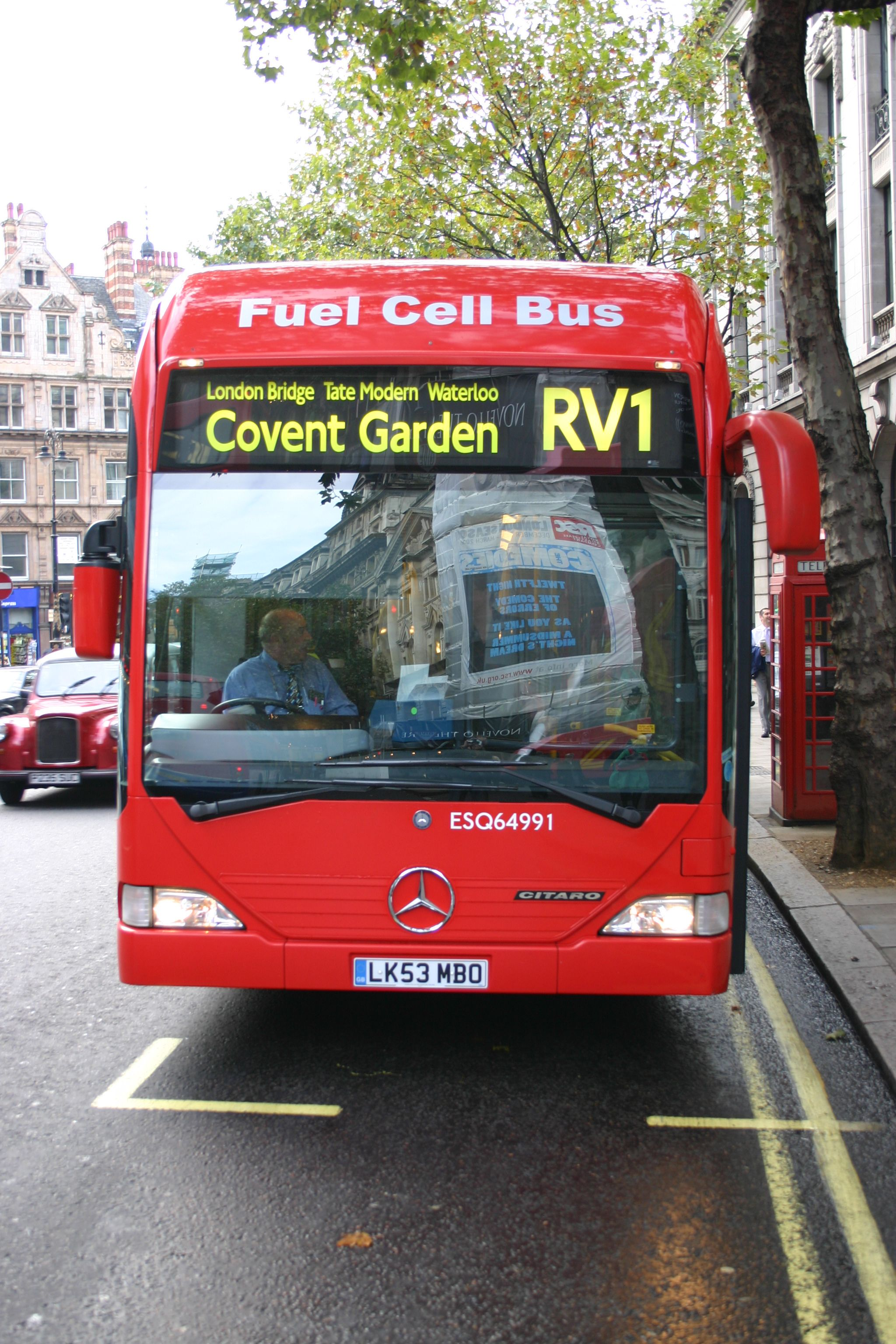
Mercedes-Benz Citaro Алдвих, Лондон, 19 жовтня 2005

На Різдво 2003 року Лондон отримав подарунок від мерії — пасажирський автобус на водневому двигуні. В січні 2004 року цей автобус розпочав виконувати регулярні рейси.
Уряд Китаю у той час виголосив намір купити за кордоном 12 автобусів на паливних комірках і провести демонстраційні проекти в Шанхаї і Пекіні.

### Перший пасажирський потяг «Coradia iLint» на водні уНімеччині, (2017)
У найближчому майбутньому між містами федеральної землі Нижня Саксонія почнуть курсувати потяги на водневих паливних елементах. Очікується, що з часом вони повністю замінять дизельні регіональні потяги.
9 листопада 2017 року на залізничному вокзалі міста Вольфсбурга відбулася презентація першого потяга на водневих паливних елементах «Coradia iLint». Він розроблений і виготовлений в німецькому місті Зальцгіттер французькою компанією «Alstom».
Вже навесні 2018 року заплановано, що перші два потяги-прототипу «Coradia iLint» розпочнуть рух за маршрутом Букстехуде — Куксгафен. Нижньосаксонське транспортне міністерство планує в найближчому майбутньому повністю замінити водневими потягами дизельні регіональні потяги. На ці цілі виділено 81,3 млн євро.
З 2021 року 14 таких потягів будуть здійснювати постійні пасажирські маршрути між чотирма німецькими містами федеральними землями Нижня Саксонія — Куксгафен, Бремергафен, Бремерферде та Букстехуде. Відповідний договір нижньосаксонське транспортне відомство підписало з фірмою-виробником «Alstom», а також компанією «Linde», яка буде відповідати за технічне обслуговування і постачання водневого палива.
У 2024 році інший потяг на водневому паливі модифікації Flirt H2, спроєктований і побудований швейцарським концерном Stadler, подолав на базі випробувального центру в американському штаті Колорадо без дозаправляння 2803 кілометри за 46 годин.

### Міжнародна виставка «Водень-2005»

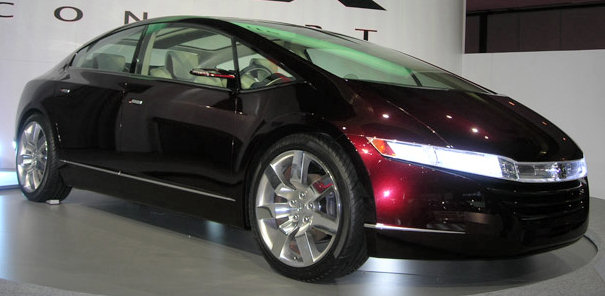
Хонда FCX а шоу в Куала Лумпур, (2006)

Більше, ніж 50 міжнародних учасників взяли участь у цій виставці, де було продемонстровано готові до комерціалізації водневі і паливо-комірчані технології.
Найбільш цікавим і видовищним була демонстрація автомобілів на водневих двигунах — «vehicle ride & drive» — у реальних умовах експлуатації.
Honda FCX є першим автомобілем на паливних комірках, що був офіційно сертифікований як придатний для щоденного використання. Максимальна потужність двигуна — 80 кінських сил (hp), швидкість — 260 км/год.
Компанія Honda надала у лізинг два своїх автомобіля на водневих паливних комірках місту Лас-Вегас, Техас, а також виконала тестовий автопробіг на дорогах штату Каліфорнія.
Інший учасник виставки — баварська компанія BMW продемонструвала автомобіль BMW 745h, який має водневий двигун внутрішнього згоряння. Цей двигун працює як на водні, так і бензині. Таким чином може бути подолано незручності завдяки відсутності водневих заправок. Цей автомобіль має власний запас водню на 240 км, а бензиновий бак забезпечує рух ще на 480 км.
Крім цього, готового до широкого використання автомобіля, компанія BMW продемонструвала унікальний H2R — гоночне авто, що долає всі рекорди швидкості. Автомобіль має 12-циліндровий, 6-літровий двигун потужністю 232 к.с. на рідкому водневому паливі. H2R досягає швидкості 60 миль/год за 6 секунд й максимальну швидкість 174 миль/год.

### Перша мережа водневих заправок
До 2023 року Китай планує відкрити першу мережу водневих заправок. В проект планується вкласти 17 млрд $, а очікувана кількість водневих автомобілів в Китаї до 2029 року має скласти 1 млн. Також в Китаї було створено Groove — першу місцеву марку автомобілю, що має водневий двигун.

### Авіація
В авіації водень використовується у двох основних сферах застосування:
1.  Водневі паливні елементи для електричних силових установок.
Використання водневих паливних елементів передбачає перетворення газоподібного водню в електрику за допомогою електрохімічних реакцій. У цьому підході вироблена електроенергія живить електричні силові установки, приводячи в рух двигуни літака. Цей метод пропонує підвищену ефективність і знижені викиди, що є перспективним рішенням для невеликих літальних апаратів або дронів завдяки виробленню чистої енергії та тихішій роботі.
2.  Двигуни внутрішнього згоряння на рідкому водні.
Двигуни внутрішнього згоряння на рідкому водні працюють шляхом спалювання водневого палива в камері згоряння для створення тяги для руху літака. Ці двигуни демонструють високу щільність енергії, що робить їх придатними для великих літаків і далеких рейсів. Незважаючи на їхній потенціал збільшення радіусу дії та потужності, проблеми з транспортуванням і зберіганням рідкого водню залишаються складними, що вимагає спеціальної інфраструктури та міркувань безпеки.
Обидва додатки підкреслюють трансформаційний потенціал водню в авіації, пропонуючи різноманітні рішення для більш стійкого та екологічно свідомого майбутнього авіаперевезень.